# Ring 2 (København)
 For alternative betydninger, se Ring 2. (Se også artikler, som begynder med Ring 2)
Ring 2 eller bare ⭘2 er navnet på den ringvej, der i København indkredser de centrale brokvarterer og Frederiksberg samt Københavns indre by. Vejen er skiltet som primærrute.
Vejen går fra Strandvænget videre langs Øresund gennem Kalkbrænderihavnsgade og Folke Bernadottes Allé. Herfra går den over i Grønningen og skilles i to ad Store Kongensgade, Bredgade og Kongens Nytorv, hvorefter den samles igen og går ad Holmens Kanal, Christians Brygge, Kalvebod Brygge og Vasbygade. Derpå går den mod vest ad P. Knudsens Gade, Ellebjergvej og Folehaven. Derfra går den mod nord ad Vigerslevvej, Ålholmvej, Grøndals Parkvej, Rebildvej, Hulgårdsvej, Tomsgårdsvej, Tuborgvej, Helsingørmotorvejen og Nordhavnsvej for til sidst at ende i Strandvænget. Rutens samlede længde er ca. 26 km.
Vejen løber fortrinsvis i Københavns Kommune, men den nordligste del af ruten på Tuborgvej hører til Gentofte Kommune. Hastighedsbegrænsningen på vejen veksler mellem 50 km/t, 60 km/t og 70 km/t.
I 2010 vedtog Københavns Borgerrepræsentation projektforslaget for en ny vejforbindelse mellem Helsingørmotorvejen og Svanemøllehavnen, kaldet Nordhavnsvej. Forbindelsen stod færdig ultimo 2017, hvorefter ⭘2 blev omlagt til den nye vej.